# Windmotor Giethoorn
De Windmotor Giethoorn is een poldermolen even ten zuiden van het Overijsselse dorp Giethoorn, dat in de Nederlandse gemeente Steenwijkerland ligt. De molen is een kleine niet-maalvaardige Amerikaanse windmotor, die dicht bij de N334 in het noordwestelijke deel van het natuurgebied De Zuideindiger Wijde staat. Hij is niet te bezichtigen. In 2008 verkeerde de windmotor in vervallen staat.